# Copelatus divisus
Copelatus divisus är en skalbaggsart som beskrevs av Watts 1978. Copelatus divisus ingår i släktet Copelatus och familjen dykare. Inga underarter finns listade i Catalogue of Life.